# Luigi Lechi

Stemma Lechi

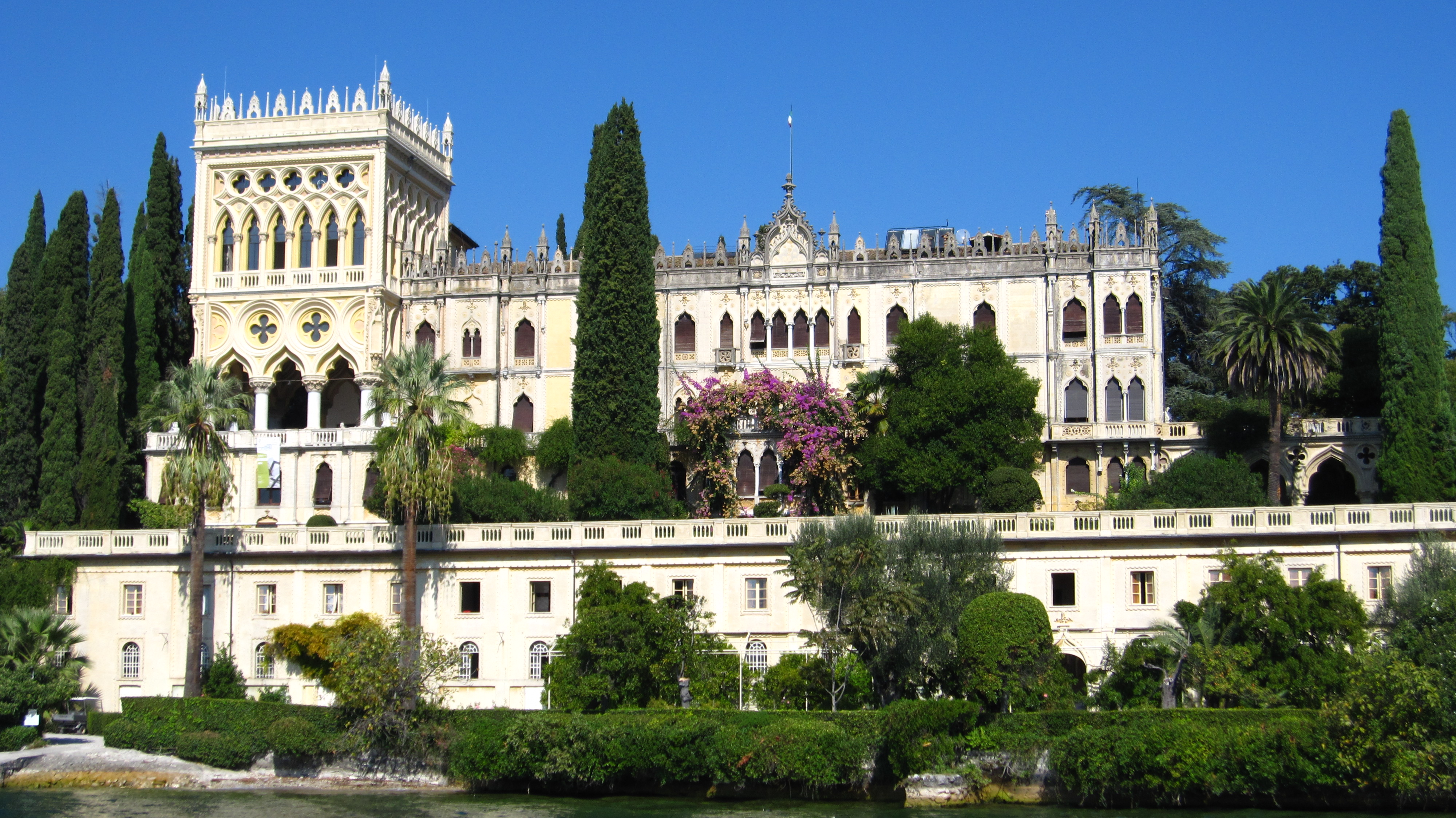
Isola del Garda, villa Borghese Cavazza

Luigi Lechi (Brescia, 13 dicembre 1786 – Brescia, 13 dicembre 1867) è stato un letterato e politico italiano.

## Biografia
Fu un letterato, umanista, figlio del conte Faustino Lechi e della contessa Bielli Doralice, fratello di Angelo Lechi, Bernardino Lechi, Francesca Lechi, Teodoro Lechi, Giuseppe Lechi e Giacomo Lechi.
Laureato in medicina presso l'Università di Pavia.
Venne accusato ed in seguito processato per carboneria insieme ad Alessandro Porro e Federico Confalonieri.
Nel 1817 acquistò l'Isola di Garda sull'omonimo lago, che ne fece il suo rifugio preferito.
Tra il 1842 e il 1845, pubblicò una traduzione dal greco delle Vite dei filosofi di Diogene Laerzio.
Fu presidente del Governo provvisorio di Brescia (23 marzo-16 agosto 1848) e Presidente del Governo Provvisorio della Lombardia, Presidente dell'Ateneo bresciano. Nel 1860 fu nominato senatore del Regno d'Italia nella VIII legislatura, ed ebbe come relatore il conte Giovanni Martinengo di Villagana.. Fu compagno di scuola di Alessandro Manzoni, nel suo archivio vi fu addirittura ritrovato un'opera inedita. Fu inoltre grande amico di Gioacchino Rossini.
Morirà a Brescia il 18 dicembre 1867 all'età di 82 anni.

## Cariche e titoli
- Socio dell'Ateneo di Brescia (27 febbraio 1809)
- Presidente del Governo provvisorio di Brescia (23 marzo-16 agosto 1848)
- Presidente dell'Ateneo di Brescia (2 gennaio 1848-1861)
- Membro onorario dell'Istituto lombardo di scienze e lettere di Milano (7 febbraio 1861)